# Ivan Honl
Ivan Honl (23. dubna 1866, Zbýšov – 7. června 1936, Lázně Běloves) byl český lékař-bakteriolog. Bývá nazýván jako zakladatel mikrobiologie v českých zemích.

## Biografie
Ivan Honl se narodil v roce 1866 ve Zbýšově, v roce 1892 absolvoval lékařskou fakultu v Praze, kde nadále zůstal v pozici výzkumníka a pedagoga. V roce 1899 byl habilitován v oboru bakteriologie. V roce 1899 patřil k zakladatelům Spolku pro zřizování a vydržování sanatorií pro tuberkulozní pacienty v Zemích Koruny české.
V roce 1900 zakoupil lázně v Lázních Běloves, kde se věnoval také léčení tuberkulosních pacientů. V roce 1902 nechal postavit nad budovou lázní vilu Panzinku. Roku 1904 byl jmenován mimořádným profesorem bakteriologie, v roce 1911 pak řádným profesorem. Následně pak po vzniku Československa patřil k zakladatelům Masarykovy ligy proti tuberkulóze, pracoval také ve Vědeckém spolku pro výzkum tuberkulózy. Následně pak v roce 1919 byl jmenován profesorem s vlastním ordinariátem a přednostou Ústavu pro bakteriologii a sérologii pod Lékařskou fakultou Univerzity Karlovy. V roce 1931 předal vedení lázní v Bělovsi svému synovi Vladimírovi.
Spolupracoval s Jaroslavem Hlavou, kdy společně ke konci 90. let 19. století izoloval látku, která následně během první světové války byla využívána jako antibiotikum. Věnoval se také sběru zbraní a obrazů, jeho sbírka byla v roce 1959 předána okresnímu muzeu.
Jeho příbuzným (manželem jeho sestry) byl lékař a přítel jeho učitele a spolupracovníka Jaroslava Hlavy František Dreuschuch, jeho synem pak byl lékař Vladimír Honl a JUDr. et PhDr. Ivan Honl, historický geograf, kartograf, odborník na toponyma, autor řady odborných článků a knih.